# Paracanthonchus cochlearis
Paracanthonchus cochlearis is een rondwormensoort uit de familie van de Cyatholaimidae. De wetenschappelijke naam van de soort is voor het eerst geldig gepubliceerd in 1957 door Gerlach.